# Gavrilović d.o.o.
Gavrilović d.o.o. — хорватське м'ясопереробне підприємство з Петрині.

## Історія

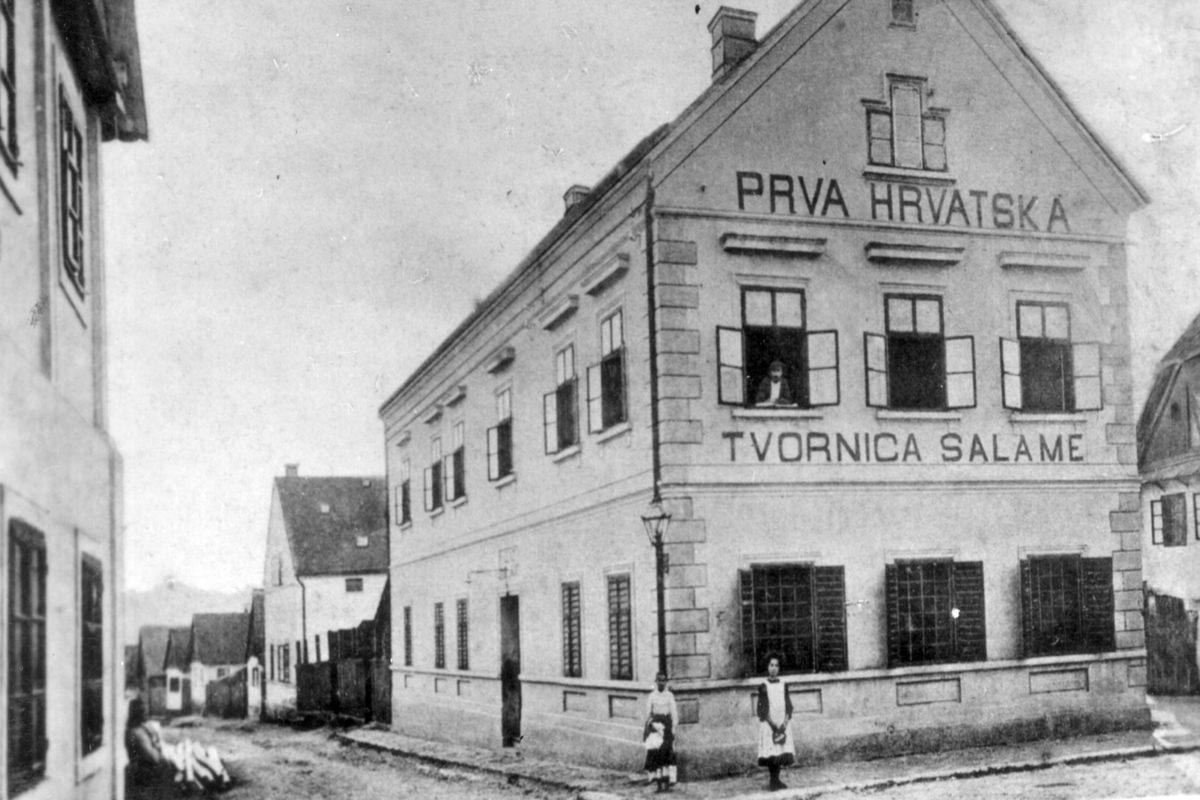
Вигляд будинку Гавриловичів — Першої хорватської фабрики салямі

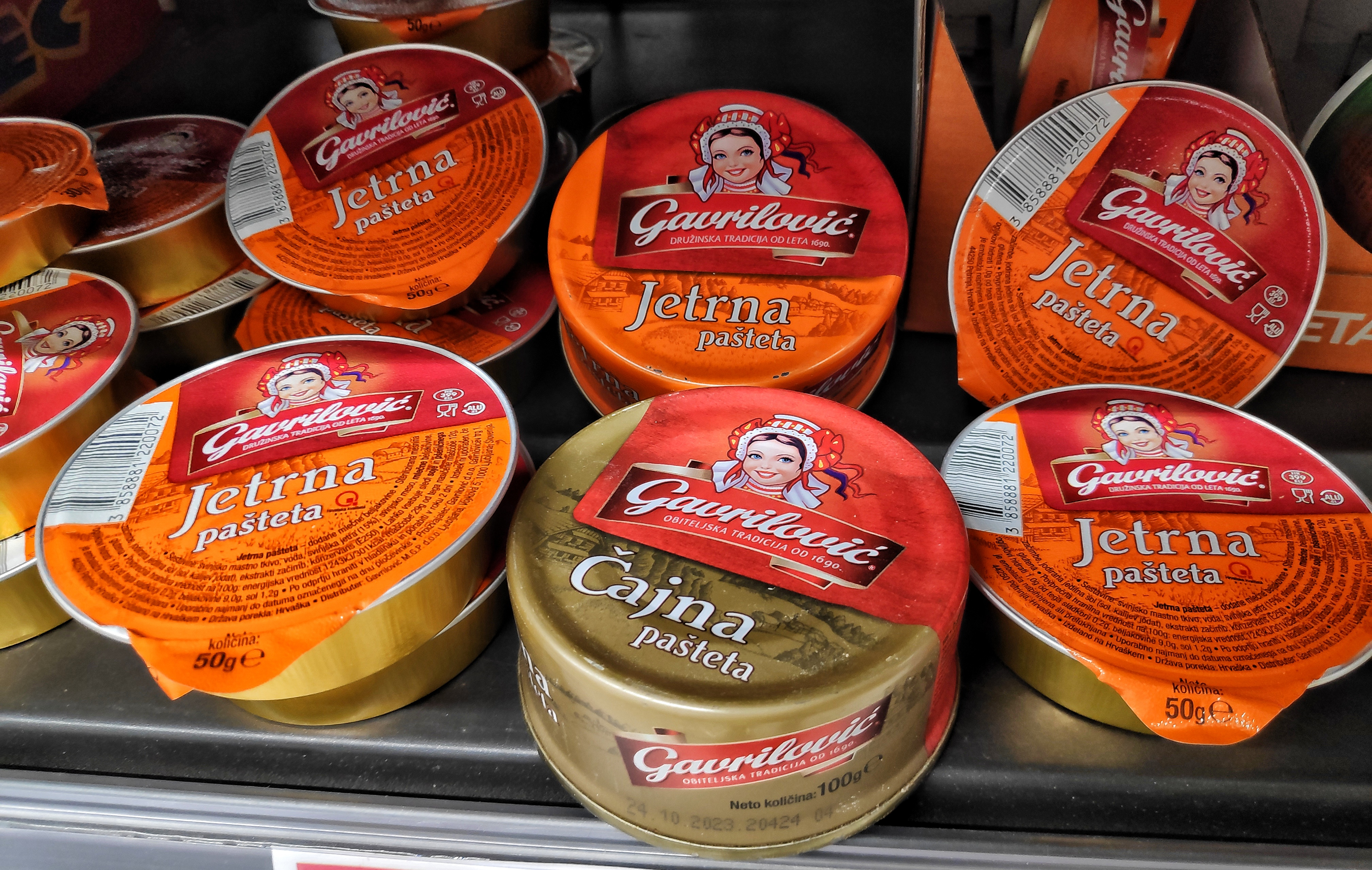
Паштети «Гаврилович» на словенському ринку

Перші Гавриловичі, брати Іван і Петро, з'явилися у Петрині в середині XVII століття, втікаючи від турків, і стали там м'ясниками. Після вигнання турків імператриця Марія Терезія визначила 1773 року Петриню центром цехового ремісництва всієї Військової Країни. Одними із засновників цеху м'ясників Петрині є брати Гавриловичі. Коли з 1809 по 1813 рік Петриня входила до наполеонівських Іллірійських провінцій, а маршал Мармон розташував у місті штаб свого полку, брати Гавриловичі були головними постачальниками військ Наполеона в тодішній Військовій Країні. 1822 року Іван Гаврилович разом із кількома м'ясниками та купцями з Петрині заснував першу мануфактуру. 1848 року м'ясники Йосип та Іван Гавриловичі були головними постачальниками війська Єлачича м'ясом і м'ясопродуктами під час щорічних військових навчань. 1883 року підприємливі сини покійного Мате Гавриловича зареєстрували фірму «Мате Гаврилович і ко.», на фабриці якої працювало близько півсотні робітників і щодня кололи по 50 свиней. Тоді ж було створено рецепт одного з визначальних виробів підприємства — «зимового салямі». Наприкінці 1889 р. фірму внесено до судового реєстру під назвою «Перша хорватська фабрика салямі, ковбас і сушеного м'яса М. Гавриловича синів у Петрині». Газети повідомляли, що Перша хорватська фабрика салямі, сушеного м'яса і сала витісняє закордонних конкурентів своїми чудовими виробами, такими як сушене м'ясо, бекон і сало. 1891 року хорватське салямі, провісник сьогоднішнього «зимового салямі», яке перев'язували хорватським триколірним шпагатом, отримало почесну грамоту на Ювілейній господарсько-лісовій виставці в Загребі. 1894 року «зимове салямі» на міжнародній виставці у Відні вибороло золоту медаль за якість із зображенням цісаря Франца Йосифа.
Після Другої світової війни фірму націоналізували комуністи, відібравши її у власників, яких засудили до довічного ув'язнення. 1957 року Гавриловичу та його синові вдалося втекти в Австрію. Націоналізована фабрика, назву якої не змінювали, продовжувала десятиліттями виготовляти і продавати вироби за старими рецептами під успішним сімейним брендом.
2003 року виробам під назвами «Jetrena pašteta» (Печінковий паштет) і «Mesni doručak» (М'ясний сніданок) присвоєно престижний знак «Хорватська якість» Хорватської господарської палати. 2007 року на міжнародному ярмарку «ZEPS» у БіГ («Золота троянда» 2007) «Гаврилович» здобув дві золоті медалі за курячу мортаделлу та курячу ковбасу «екстра». Того ж року компанія завоювала статус «Superbrands Hrvatska». З 2007 по 2012 рік «Гаврилович» носив титул найнадійнішого хорватського виробника в категорії м'ясних консервів «Trusted brand Hrvatska». 2008 року компанія стала найвизнанішим і найкраще оціненим хорватським брендом у харчовій промисловості. Згідно з опитуванням «Brandpuls» агентства «Puls», 98,7% споживачів Хорватії знайомі з брендом «Gavrilović». 2011 року компанія стала володарем престижної медалі за якість «Qudal» у 4 категоріях: салямі тривалого зберігання, паштети, франкфуртські сосиски та кулени.
Нині фірмою керує дев'яте покоління сім'ї Гавриловичів. Саме завдяки цій тривалій сімейній спадщині компанія «Гаврилович» єдина в Хорватії та одна з небагатьох таких сімейних компаній у світі. М'ясокомбінат «Гаврилович» оснащено найсучаснішими промисловими машинами та виробничими лініями, технологічні процеси відповідають найсуворішим нормам охорони здоров'я та гігієни, а заходи контролю проводяться щодня на всіх стадіях виробництва.

## Бренди
Продукцію компанії «Gavrilović d.o.o.» сьогодні поділяють на три марки:
- Gavrilović
- Gavita
- Gala

## Позов Гавриловича проти Загребського банку
2005 року Джуро (Георг) Гаврилович подав позов проти Загребського банку (ZABA), щоб визначити право власності на 14357 акцій цього банку, які, на його думку, були незаконно конфісковані у нього. Це 0,5% акцій ZABA, вартість яких тоді становила 43,8 млн євро капіталу банку. Гаврилович вважає, що, придбавши компанію, він також отримав права на частку компанії «Gavrilović» у ZABA, що відповідач ZABA заперечує. Йдеться про засновницький капітал компанії Гавриловича в ZABA з 1989 року.